# 水島本線
水島本線（日语：／ Mizushima honsen */?）是一條位於日本岡山縣倉敷市的倉敷市站途經三菱自工前站至倉敷貨物總站，屬於水島臨海鐵道的鐵路線。

## 路線資料
- 管轄（事業類別）：水島臨海鐵道（第一種鐵道事業者）
- 路線距離（營業距離）：11.2公里
- 軌距：1067毫米
- 站數：11個
  - 客運站：10個（包括起終點站）
  - 貨物站：1個
- 複線路段：沒有（全線單線）
- 電氣化路段：沒有（全線非電氣化（日语：非電化））
- 閉塞方式：自動閉塞式
可交會車站：3個（西富井、彌生、水島）
- 保安裝置：ATS-SM
- 最高速度：50公里/小時[1]

## 歷史
本線最初是二戰期間因三菱重工水島航空機製作所需求而鋪設，於1943年6月30日倉敷 - 水島航空機製作所間通車。戰後1947年移交水島工業都市開發，運送水島臨港工業區所需原料和產品，1948年8月20日倉敷 - 水島港間依據地方鐵道法開始經營客運，1952年轉由倉敷市交通局營運。
1962年水島港 - 西埠頭開通，1965年水島港 - 川鐵前開通。1970年4月1日轉由日本國鐵與倉敷市共同出資的水島臨海鐵道營運。1972年9月17日三菱自工前站開業，1981年4月7日倉敷市站移至國鐵倉敷站旁，1983年4月1日倉敷貨物總站開業，水島港站、川鐵前站廢止，倉敷市 - 倉敷貨物總站命名為水島本線，三菱自工前 - 西埠頭命名為西埠頭線。
1992年浦田 - 三菱自工前高架化，1996年開始一人控制運轉，2007年3月18日時間表修正起，日間部分列車也開始停靠三菱自工前站。2019年引入車站編號。

## 運行形態

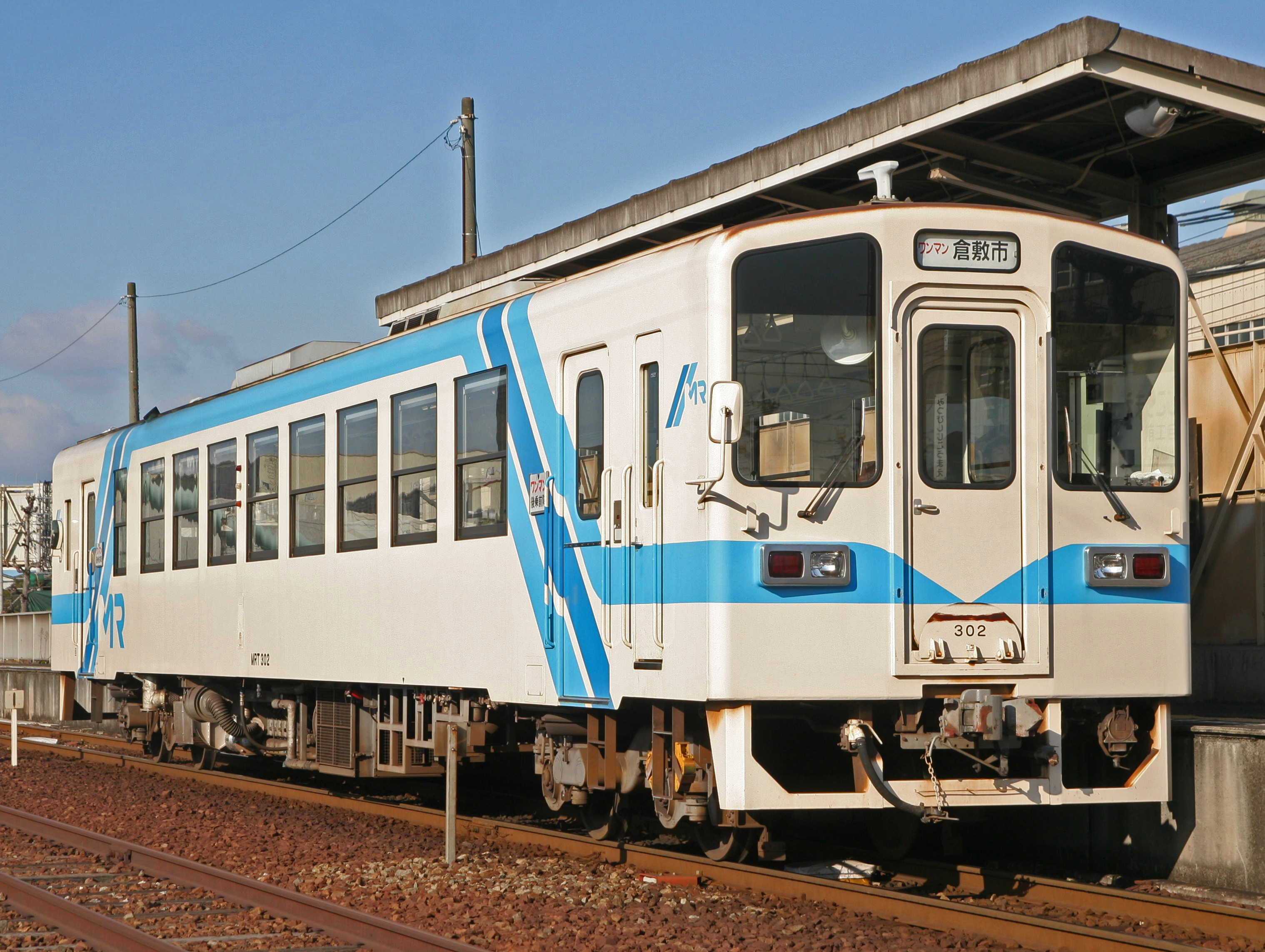
水島臨海鐵道MRT300形柴聯車

每小時有2-3班旅客列車運行，通勤時間運行倉敷市 - 三菱自工前，其餘時段多數列車僅運行至水島站，三菱自工前站大約2小時才有1班列車。首發車5：00自三菱自通前開出，末班車23：00自倉敷市站開出。大多使用水島臨海鐵道MRT300形柴聯車運轉，並以購自JR東日本的Kiha 30、37、38型輔助。

## 車站列表
- 所有車站都位於岡山縣倉敷市。
- 旅客營業只限倉敷市－三菱自工前間。
- 軌道
  - ◇：可進行列車交會
  - │：不可進行列車交會

| 車站編號 | 中文站名     | 日文站名 | 英文站名 | 站間營業距離 | 累計營業距離 | 接續路線                                   | 軌道 |
| -------- | ------------ | -------- | -------- | ------------ | ------------ | ------------------------------------------ | ---- |
| MR0      | 倉敷市       |          |          | -            | 0.0          | 西日本旅客鐵道： 山陽本線、 伯備線（倉敷） | │    |
| MR1      | 球場前       |          |          | 2.0          | 2.0          |                                            | │    |
| MR2      | 西富井       |          |          | 1.6          | 3.6          |                                            | ◇    |
| MR3      | 福井         |          |          | 0.8          | 4.4          |                                            | │    |
| MR4      | 浦田         |          |          | 1.1          | 5.5          |                                            | │    |
| MR5      | 彌生         |          |          | 2.0          | 7.5          |                                            | ◇    |
| MR6      | 榮           |          |          | 0.7          | 8.2          |                                            | │    |
| MR7      | 常盤         |          |          | 0.4          | 8.6          |                                            | │    |
| MR8      | 水島         |          |          | 0.6          | 9.2          | 水島臨海鐵道：港東線（貨物線）             | ◇    |
| MR9      | 三菱自工前   |          |          | 1.2          | 10.4         |                                            | │    |
|          | 倉敷貨物總站 |          |          | 0.8          | 11.2         |                                            | ◇    |

### 廢站
- 五軒屋站：距倉敷市站5.1km。1968年休止、1976年廢止。
- 水島港：距倉敷市站10.1km。1983年4月1日廢止。
- 川鐵前站：距倉敷市站11.4km。1983年4月1日廢止。

### 過去接續路線
- 三菱自工前站：西埠頭線（日语：水島臨海鉄道西埠頭線）（貨物線，2016年7月15日廢止）